# Закариаш, Мария
Мари́я Зака́риаш (венг. Mária Zakariás; род. 28 декабря 1952, Будапешт) — венгерская гребчиха-байдарочница, выступала за сборную Венгрии на всём протяжении 1970-х годов. Бронзовая призёрша летних Олимпийских игр Москве, обладательница серебряных и бронзовых медалей чемпионатов мира, многократная чемпионка регат национального значения.

## Биография
Мария Закариаш родилась 28 декабря 1952 года в Будапеште. Активно заниматься греблей начала в раннем детстве, проходила подготовку в столичном спортивном клубе «Уйпешти».
Первого серьёзного успеха на взрослом международном уровне добилась в 1973 году, когда попала в основной состав венгерской национальной сборной и побывала на чемпионате мира в финском Тампере, откуда впоследствии привезла награду серебряного достоинства, выигранную в зачёте четырёхместных байдарок на дистанции 500 метров. Год спустя на мировом первенстве в Мехико стала бронзовой призёршей в двойках, ещё через год на аналогичных соревнованиях в югославском Белграде взяла бронзу в четвёрках.
Благодаря череде удачных выступлений удостоилась права защищать честь странны на летних Олимпийских играх 1980 года в Москве — вместе с напарницей Эвой Ракус завоевала бронзовую медаль в программе байдарок-двоек на пятистах метрах, уступив в финале только экипажам из ГДР и СССР. Вскоре после московской Олимпиады приняла решение завершить спортивную карьеру.